# グリット・ブロイアー

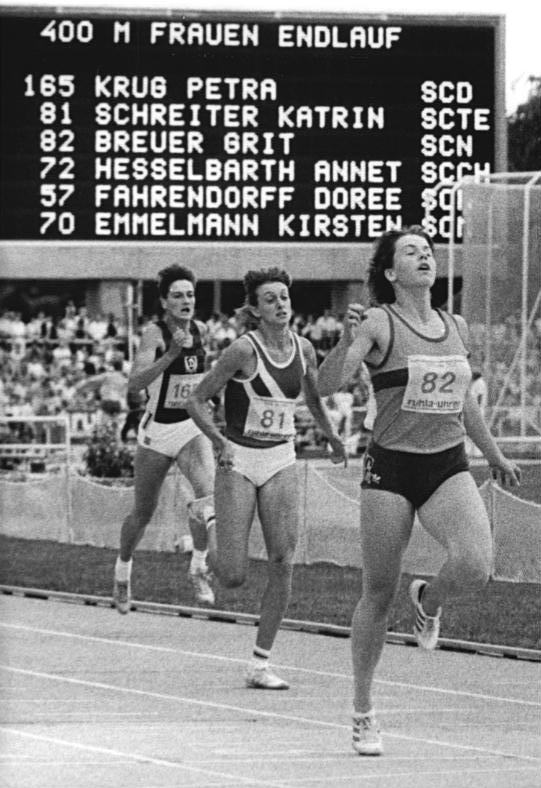
グリット・ブロイアー

グリット・ブロイアー（Grit Breuer、1972年2月16日 - ）は、ドイツの陸上競技選手。1996年アトランタオリンピックの銅メダリストである。

## 経歴
ブロイアーは、旧東ドイツの選手で、1988年ソウルオリンピックに16歳という若さで、オリンピック初出場を果たしている。このときは4×400mリレーの準決勝のみの出場であった。その後、ベルリンの壁崩壊、ドイツ統一と環境が大きく変わる中、トレーニング場所を転々と変えていく。
ブロイアーは、1991年の東京で開催された世界選手権の400mで2位となる。翌年、1992年バルセロナオリンピックの開催直前、ブロイアーをはじめ、カトリン・クラッベといったドイツの選手の尿サンプルから禁止薬物が検出されたと疑惑が沸きあがった。これによりブロイアーは、ドイツ陸連から1年間の出場停止処分を受ける。これに対し、ブロイアーはクラッベらとともに抗議、これに対し、国際陸連から、スポートマンらしくない振る舞いということから2年間の追加の出場停止処分を受ける。
出場停止期間が明けた後、1996年アトランタオリンピックの4×400mリレーでは、ドイツのアンカーを務め、金メダルのアメリカに100分の23秒差の激戦の末3位となり、銅メダルを獲得。翌年のアテネの世界選手権では4×400mリレーで優勝を果たしている。

## 主な実績
| 年   | 大会                     | 場所                             | 種目         | 結果      | 記録      |
| ---- | ------------------------ | -------------------------------- | ------------ | --------- | --------- |
| 1988 | 世界ジュニア陸上選手権   | サドバリー(カナダ)               | 400m         | 1位       | 51秒24    |
| 1988 | オリンピック             | ソウル(韓国)                     | 4×400mリレー | 1位（sf） | 3分27秒37 |
| 1989 | IAAFワールドカップ       | バルセロナ(スペイン)             | 400m         | 2位       | 50秒67    |
| 1990 | ヨーロッパ陸上選手権     | スプリト(ユーゴスラビア)         | 400m         | 1位       | 49秒50    |
| 1990 | ヨーロッパ陸上選手権     | スプリト(ユーゴスラビア)         | 4×400mリレー | 1位       | 3分21秒02 |
| 1991 | 世界室内陸上選手権       | セビリア(スペイン)               | 200m         | 3位       | 22秒58    |
| 1991 | 世界陸上選手権           | 東京(日本)                       | 400m         | 2位       | 49秒42    |
| 1991 | 世界陸上選手権           | 東京(日本)                       | 4×100mリレー | 3位       | 42秒33    |
| 1991 | 世界陸上選手権           | 東京(日本)                       | 4×400mリレー | 3位       | 3分21秒25 |
| 1996 | ヨーロッパ室内陸上選手権 | ストックホルム(スウェーデン)     | 400m         | 1位       | 50秒81    |
| 1996 | オリンピック             | アトランタ(アメリカ合衆国)       | 400m         | 8位       | 50秒71    |
| 1996 | オリンピック             | アトランタ(アメリカ合衆国)       | 4×400mリレー | 3位       | 3分21秒14 |
| 1997 | 世界陸上選手権           | アテネ(ギリシャ)                 | 400m         | 4位       | 50秒06    |
| 1997 | 世界陸上選手権           | アテネ(ギリシャ)                 | 4×400mリレー | 1位       | 3分20秒92 |
| 1998 | ヨーロッパ室内陸上選手権 | バレンシア(スペイン)             | 400m         | 1位       | 50秒45    |
| 1998 | ヨーロッパ陸上選手権     | ブダペスト(ハンガリー)           | 400m         | 1位       | 49秒93    |
| 1998 | ヨーロッパ陸上選手権     | ブダペスト(ハンガリー)           | 4×400mリレー | 1位       | 3分23秒03 |
| 1998 | IAAFワールドカップ       | ヨハネスブルグ(南アフリカ共和国) | 400m         | 2位       | 49秒86    |
| 1999 | 世界室内陸上選手権       | 前橋(日本)                       | 400m         | 1位       | 50秒80    |
| 1999 | 世界陸上選手権           | セビリヤ(スペイン)               | 400m         | 7位       | 50秒67    |
| 1999 | 世界陸上選手権           | セビリヤ(スペイン)               | 4×400mリレー | 3位       | 3分22秒43 |
| 2001 | 世界陸上選手権           | エドモントン(カナダ)             | 400m         | 4位       | 50秒49    |
| 2001 | 世界陸上選手権           | エドモントン(カナダ)             | 4×400mリレー | 2位       | 3分21秒97 |
| 2002 | ヨーロッパ陸上選手権     | ミュンヘン(ドイツ)               | 400m         | 2位       | 50秒70    |
| 2002 | ヨーロッパ陸上選手権     | ミュンヘン(ドイツ)               | 4×400mリレー | 1位       | 3分25秒10 |
| 2003 | 世界室内陸上選手権       | バーミンガム(イギリス)           | 400m         | 3位       | 51秒13    |
| 2003 | 世界陸上選手権           | パリ(フランス)                   | 4×400mリレー | 4位       | 3分26秒25 |

- sfは準決勝